# البنفسج الأمريكي (فلم)
البنفسج الأمريكي (بالإنجليزية: American Violet) هو فيلم درامي أمريكي صدر عام 2008 من إخراج تيم ديزني وبطولة نيكول بيهاري.

## القصة
بعد أن ألقي القبض عليها من قبل محامي، يجب أن تواجه الأم العزباء دي روبرتس (نيكول بيهاري) خيارًا مؤلمًا، إما الاعتراف بذنبها والعودة إلى المنزل كمجرمة مدانة، أو محاربة التهم والمخاطرة بعقوبة سجن طويلة. على الرغم من نصيحة والدتها (ألفري وودارد) والمخاطرة بكل شيء اختارت دي البريئة محاربة نظام العدالة الجنائية في تكساس، وانضم إليها محامي اتحاد الحريات المدنية الأمريكي (تيم بليك نيلسون) وشرطي مخدرات سابق (ويل باتون)

## طاقم التمثيل
- نيكول بيهاري في دور دي روبرتس
- تيم بليك نيلسون في دور ديفيد كوهين
- ويل باتون في دور سام كونروي
- مايكل أوكيف في دور كالفن بيكيت
- إكسزيبيت مثل داريل هيوز
- مالكولم باريت في دور بايرون هيل
- تشارلز س.داتون في دور القس ساندرز
- ألفري وودارد في دور ألما روبرتس
- تيم وير بدور مارك شيلبي
- لوسيندا جيني في دور ليونا كونروي
- كريمة ويستبروك في دور كلوديا جونسون
- بول جيلفويل في دور القاضي بلمونت
- أنتوني ماكي في دور إيدي بورتر
- جيري ليجيو في دور نورمان[1]

## وصلات خارجية
- مقالات تستعمل روابط فنية بلا صلة مع ويكي بيانات